# Froidchapelle
Froidchapelle (in vallone Fritchapelle) è un comune belga di 3 609 abitanti, situato nella provincia vallona dell'Hainaut.